# Santa Maria d'Eunate
Santa Maria d'Eunate és una església romànica al municipi navarrés de Muruzábal, prop de Puente la Reina/Gares. És a l'enforcall dels camins de Sant Jaume de Somport (aragonès) i el de Roncesvalls (navarrès), a la vall d'Izarbe.

## Descripció
El conjunt és de planta vuitavada i està envoltat per una bonica galeria porticada de 33 arcs, amb capitells decorats. L'harmonia de la planta octogonal queda trencada per l'absis pentagonal i una torreta de planta quadrada adossada al costat de l'epístola. Als murs exteriors s'alternen finestres calades i cegues i dues portes d'accés, la del nord davant el Camí, molt decorada, i una altra de més senzilla cap a ponent.
L'arcada poligonal que l'envolta seria a l'origen del nom modern: el basc ehun (100) i ate (porta) haurien donat Eunate. El nom antic Onat o Unat  indica una altra etimología més probable: on-ona (bo) i ate (porta), doncs més aviat «la bona porta».

## Història
Senzilla, original i misteriosa, construïda el 1170, el seu origen no és clar. Alguns historiadors han remenat la possibilitat que fos obra dels templers, però no hi ha cap document als arxius dels Tempers conservat a l'Arxiu Històric Nacional. La hipòtesi seria la capella d'un hospital de l'orde de Sant Joan tampoc no s'ha confirmat.
Segons la tradició popular vull que sigui una capella d'una reina o senyora, la sepultura de la qual jeu al claustre. L'hauria fet construir per a protegir el lloc on hi havia coves poblades de lladres agressius. Sobre aquesta dona –de nom desconeguda– sí que hi ha documents. Relaten entre d'altres un ritual funerari anual en el seu record a càrrec de la Cofradía d'Onat que ja hi existia el 1219.

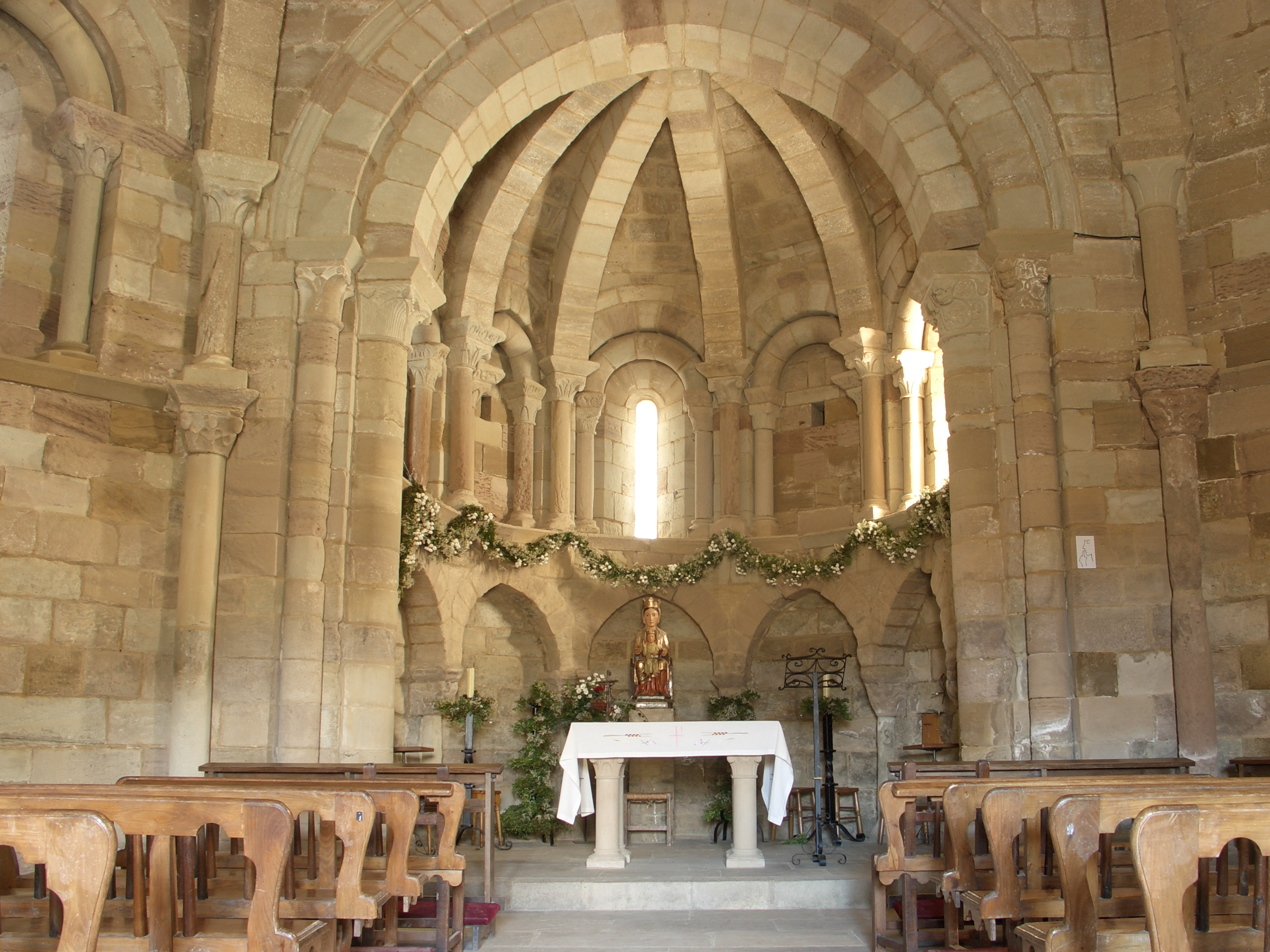
Interior

El descobriment d'enterraments entre les columnes del claustre i les restes d'una sepultura al peu de la porta d'entrada, que contenia una petxina de pelegrí, confirmen que va ser església cementerial de pelegrins.
Des del segle xvi hi ha hagut un litigi permanent entre els clerges d'Onat, que volien ser parròquia independent i la parròquia de Muruzabal. Això va conduir a l'abandó del lloc i el 1604 el claustre queia en ruïna i eren de menester reparacions a la capella. El 1652 es van executar les obres de reforma i la reparació del claustre es va acabar el 1661.